# Hrdlořezy (okres Mladá Boleslav)
Obec Hrdlořezy se nachází v okrese Mladá Boleslav, kraj Středočeský. Rozkládá se asi sedm kilometrů severozápadně od Mladé Boleslavi. Žije zde 748 obyvatel.

## Historie
První písemná zmínka o vesnici pochází z roku 1406. O původu názvu obce Hrdlořezy je několik verzí. Všeobecně používaná verze je ta, že jméno obec obdržela dle určitého případu, kdy někdo někomu podřezal hrdlo. Druhá verze se zdá pravděpodobnější. Dle své polohy ves Hrdlořezy vznikla u opevněného území na „Předlišce“, které chránilo brod přes řeku Jizeru. Jméno Hrdlořezy dokazuje význam tohoto osídlení. Sídlili zde lidé, jejichž úkolem bylo strážit. Byla to služba vojenská, tvrdá a bezohledná, tudíž se i hrdla řezala.

### Územněsprávní začlenění
Dějiny územněsprávního začleňování zahrnují období od roku 1850 do současnosti. V chronologickém přehledu je uvedena územně administrativní příslušnost obce v roce, kdy ke změně došlo:
- 1850 země česká, kraj Jičín, politický i soudní okres Mladá Boleslav[4]
- 1855 země česká, kraj Mladá Boleslav, soudní okres Mladá Boleslav[4]
- 1868 země česká, politický i soudní okres Mladá Boleslav[4]
- 1939 země česká, Oberlandrat Jičín, politický i soudní okres Mladá Boleslav[5]
- 1942 země česká, Oberlandrat Praha, politický i soudní okres Mladá Boleslav[6]
- 1945 země česká, správní i soudní okres Mladá Boleslav[7]
- 1949 Pražský kraj, okres Mladá Boleslav[8]
- 1960 Středočeský kraj, okres Mladá Boleslav[9]

### Rok 1932
Ve vsi Hrdlořezy s 1000 obyvateli v roce 1932 byly evidovány tyto živnosti a obchody: autobusový dopravce, cihelna, obchod s drůbeží, 2 hostince, 2 kováři, obuvník, 2 obchody se smíšeným zbožím, spořitelní a záložní spolek, 3 trafiky, vodárna, zámečník.

## Pamětihodnosti
- Hradiště Předliška – pravděpodobně pravěké hradiště nad pravým břehem Jizery

## Obecní symboly
Obecní znak a vlajka se stříbrnou lvicí a stříbrným tesákem se zlatým jílcem byly obci přiděleny 19. ledna 2007. Slavnostně představeny veřejnosti byly během oslav výročí 610 let od první písemné zmínky o obci v srpnu 2016.

## Doprava
Obcí vede silnice I/38 Nymburk – Mladá Boleslav – Bělá pod Bezdězem – Doksy – Jestřebí. Železniční trať ani stanice na území obce nejsou. Nejbližší železniční stanice je Mladá Boleslav-Debř vzdálená 0,5 km na trati Praha–Turnov. Obcí projížděly v květnu 2011 autobusové linky do těchto cílů: Bělá pod Bezdězem, Mladá Boleslav, Praha (dopravce TRANSCENTRUM bus). Zajížděly do ní také linky Městské autobusové dopravy Mladá Boleslav.

## Další fotografie

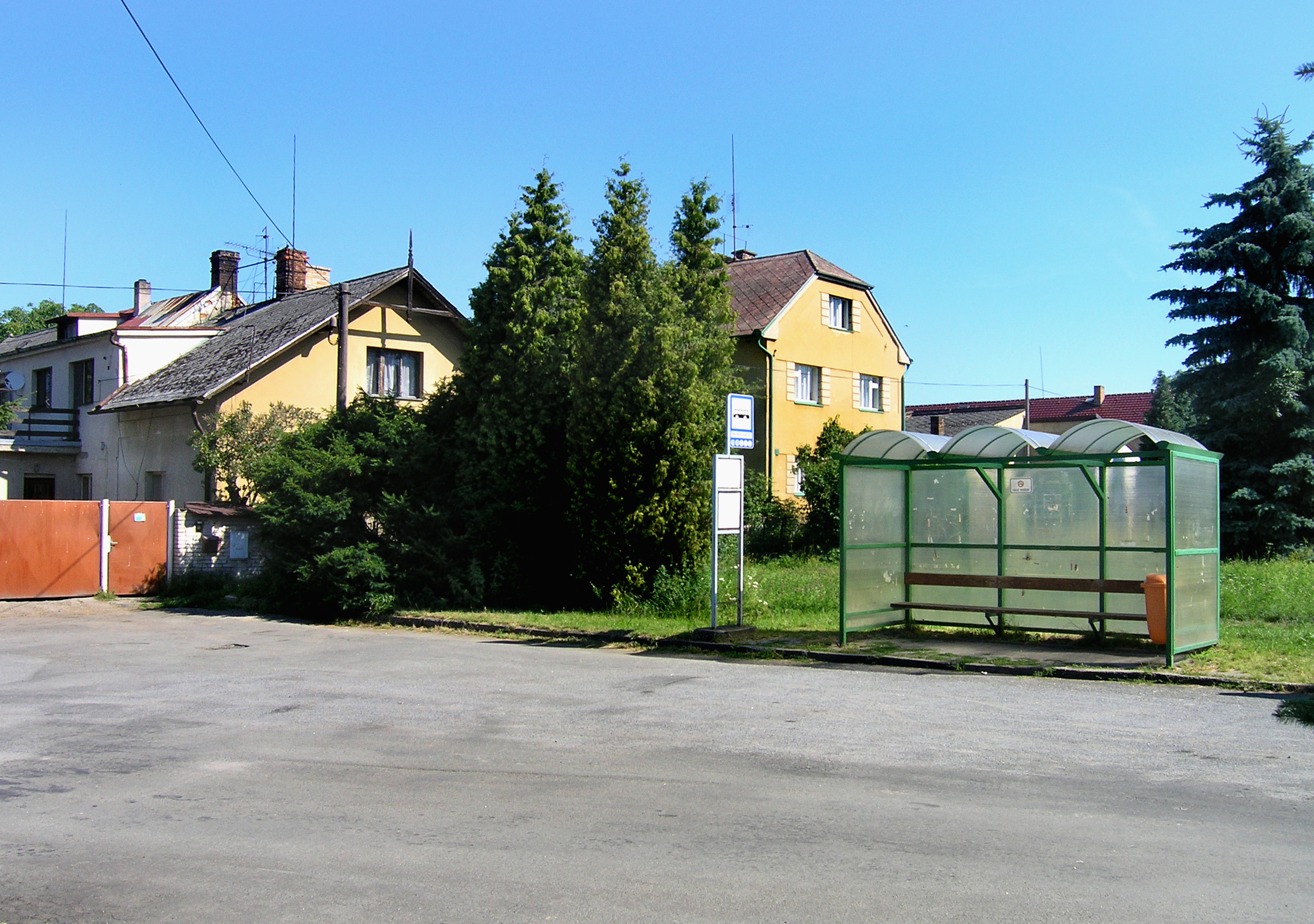
Konečná autobusů na horní návsi
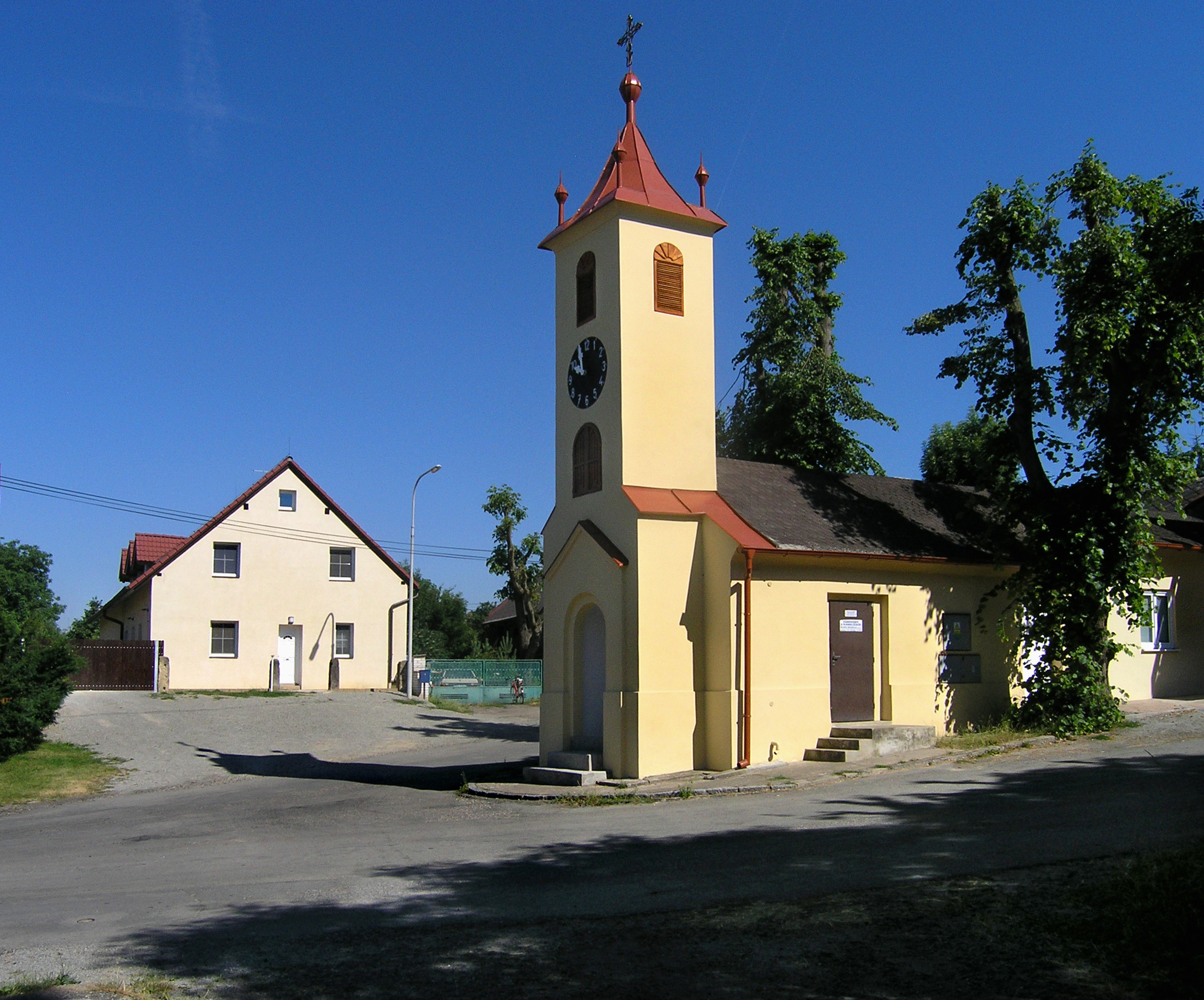
Zvonice; část vpravo není kaplička, ale vodárna